# حجة الحلم

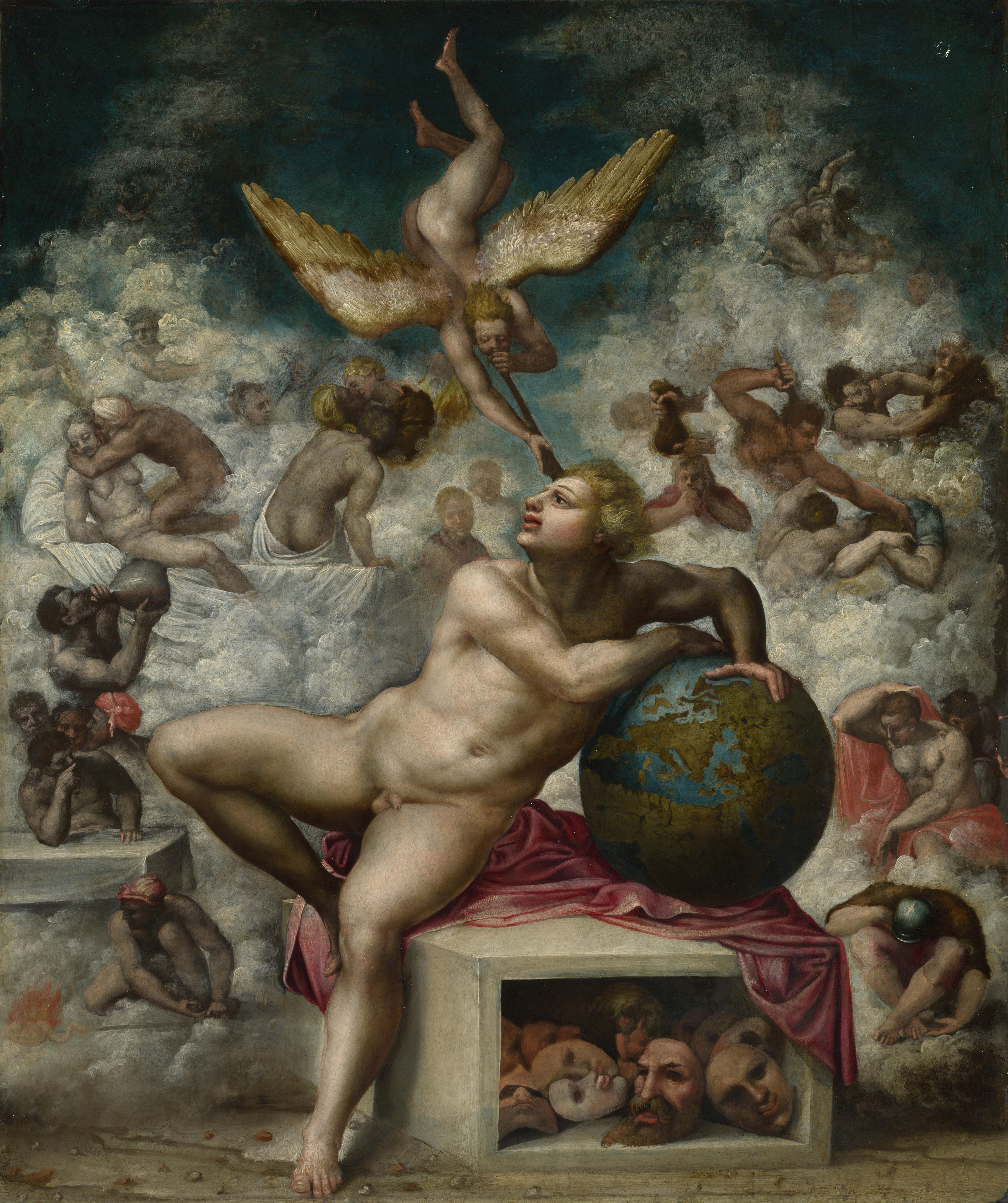

حجة الحلم (بالإنجليزية: Dream argument)‏، هي الافتراض القائل بأن الفعل المتمثل بالحلم يقدّم دليلًا أوليًا على أنه لا ينبغي علينا الوثوق بحواسنا التي نعتمد عليها في تمييز الواقع عن الوهم. وبالتالي، ينبغي تفحص أي حال معتمد على حواسنا واختباره بدقّة على أقل تقدير، بغية تحديد ما إن كان هذا الحال واقعيًا أم لا.

## خلاصة
لا يدرك المرء عادةً أنه يحلم في الوقت الذي يحلم خلاله. في بعض الحالات النادرة، يمكن أن يتخلل حلم ينطوي على إدراك المرء بأنه يحلم ضمن حلم آخر، إلا أنه يبقى حلمًا لا يُدرك المرء أنه يراوده. دفع هذا الأمر الفلاسفة إلى التساؤل عما إن كان من الممكن أن يتيقن المرء –في أي وقت من الأوقات- من أنه لا يحلم فعلًا، أو ما إذا كان من الممكن للمرء أن يبقى في حالة حلم دائم حقًا دون أن يختبر واقع اليقظة على الإطلاق.
أشار إلى هذا اللغز الفلسفي فلاسفة غربيون مثل أفلاطون (الثئيتتس 158 بي-دي) وأرسطو (الميتافيزيقا 1011 إيه 6). أصبحت حجة الحلم واحدةً من أبرز الفرضيات الشكوكية، وذلك بعض أن حظيت باهتمام بالغ في كتاب رينيه ديكارت تأملات في الفلسفة الأولى.

يُشار إلى هذا النوع من الحجج أحيانًا باسم «مفارقة جوانغ زي»:
من يحلم بأنه يشرب الخمر قد يبكي عند حلول الصباح، ومن يحلم بأنه يبكي قد يذهب للصيد في الصباح. لا يدرك المرء الذي يحلم أنه في حلم، بل وقد يحاول تفسير حلم في حلمه. لا يدرك المرء أنه كان يحلم إلا بعد أن يستيقظ. سنشعر بيقظة عظمى ذات يوم حين نعلم أنه كل شيء كان مجرد حلم كبير. وعلى الرغم من ذلك، يعتقد الأغبياء أنهم مستيقظون، ويفترضون بكل ذكاء وحماس أنهم يفهمون الأشياء، ويطلقون على هذا الرجل حاكمًا وعلى ذاك راعيًا- يا للحماقة! أنت وكونفوشيوس تحلمان! وحين أقول إنك تحلم، أكون أنا أحلم أيضًا. ستُصنف كلمات كهذه على أنها خداع فوقي. ومع ذلك، بعد عشرة آلاف جيل، قد يظهر حكيم عظيم يعرف معانيها، وسيبدو وكأنما لو أنه ظهر بسرعة مدهشة.
يُعتبر الفيلسوف فاسوباندو –الذي أسس اليوغاكارا- (بين القرنين الرابع والخامس ميلادي) واحدًا من أوائل الفلاسفة الذين طرحوا حجة الحلم رسميًا، وذلك في كتابه عشرون آية عن المظهر فقط.
:تبوأت حجة الحلم مكانةً بارزةً في فلسفة الماهايانا والفلسفة البوذية التبتية. تنظر بعض المدارس الفكرية (كالدزوغشن مثلًا) إلى الحقيقة المدركة بوصفها غير واقعية بالمعنى الحرفي. يقول تشوجال نامخاي نوربو: «بالمعنى الواقعي، جميع الرؤى التي نراها في حياتنا أشبه بحلم كبير . . . .». لا يشير مصطلح «الرؤى» في هذا السياق إلى التصورات البصرية وحسب، بل إلى المظاهر التي تُدرك من خلال جميع الحواس، بما في ذلك الأصوات والروائح والأذواق والأحاسيس الملموسة، بالإضافة إلى العمليات المتعلقة بالمواضيع الذهنية المتصورة.

## محاكاة الواقع
يُعد الحلم بمثابة نقطة انطلاق لأولئك الذين يتساءلون عن احتمالية أن يكون واقعنا وهمًا. تشير القدرة على خداع العقل بحيث يظن أن العالم المُحدث ذهنيًا «عالمًا واقعيًا» إلى أن فرضيةً واحدةً من فرضيات محاكاة الواقع على الأقل هي حدث شائع وليلي أيضًا.

ينبغي على من يجادل بأن العالم ليس محاكاة أن يعترف بأن العقل –العقل النائم على الأقل- ليس آليةً موثوقةً تمامًا لمحاولة تمييز الواقع عن الوهم.
كل ما سلّمت به بوصفه حقيقيًا حتى الآن قد أدركته بواسطة حواسي. لكنني قد استنتجت في بعض الأحيان أنهم قد خدعوني، وليس من الحكمة أن نثق تمامًا في أولئك الذين خدعونا حتى ولو لمرة واحدة.

—  رينيه ديكارت.